# Phaonia flavescens
Phaonia flavescens este o specie de muște din genul Phaonia, familia Muscidae. A fost descrisă pentru prima dată de Gimmerthal în anul 1842. Conform Catalogue of Life specia Phaonia flavescens nu are subspecii cunoscute.